# Perișoru (gmina)
Perișoru – gmina w Rumunii, w okręgu Călărași. Obejmuje miejscowości Mărculești-Gară, Perișoru i Tudor Vladimirescu. W 2011 roku liczyła 5114 mieszkańców. 